# Hogna ingens
La taràntula de Deserta Grande (Hogna ingens), en anglès, Deserta Grande wolf spider, és una aranya de la família dels licòsids, endèmica de l’illa Deserta Grande de l’arxipèlag portugués de Madeira. Habita únicament la part nord de la vall de Castanheira, on es refugia sota pedres i roques, malgrat ser un dels licòsids més grans (uns 12 cm d'envergadura de potes).
S'estima que aquesta única població no arriba als 5.000 individus (entre 4.000 i 5.000 aproximadament). A més, actualment s'està observant una disminució abrupta en els seus nombres, a causa de la introducció i expansió de la planta invasora Phalaris aquatica. Hogna ingens depreda altres insectes, miriàpodes o altres aranyes, i usualment petits llangardaixos. És capaç d’inocular un verí potent, però no mortal en humans.
Tot i que sens dubte és un dels residents més famosos de les illes Desertes, no se'n sap gaire d'aquestes aranyes. El seu cicle de vida, la cria o els hàbits de caça estan poc documentats.

## Taxonomia
Aquesta espècie va ser descrita per primera vegada el 1857, per John Blackwall, com a Lycosa ingens. Al cap d’un segle aproximadament es va revisar la taxonomia i es va classificar com a Geolycosa ingens, Roewer 1960. El 2022 se li va assignar el nom actual: Hogna ingens, Wunderlich, 1992 i Crespo et al., 2022.
Estudis recents de taxonomia integrada han permès reconstruir la distribució del grup dels licòsids, concretament de l’arxipèlag de Madeira, a partir de marcadors moleculars nuclears, mitocondrials i caràcters morfològics. Els resultats determinen que el gènere Hogna és polifilètic; tanmateix, pel que fa a Madeira, trobem dos clades, un que inclou les espècies H. maderiana i H. insularum (Maderiana clade), i el clade Ingens on hi ha la resta. D’aquesta manera, l’aranya de les Desertas pertany a la família Lycosidae i al gènere Hogna, un dels gèneres amb major distribució i amb les espècies de major mida.
Els licòsids són un dels grups més abundants mundialment en hàbitats terrestres oberts de tipus matollar. La seva diversificació remunta al Miocè (entre 23 i 5 milions d'anys), associada a una baixada de la temperatura global que va permetre l’aparició de grans paisatges d’herba i matolls. Es consideren dels primers colonitzadors en illes, degut principalment a la seva preferència d’hàbitat i l’ús freqüent del transport passiu amb filaments de seda fins per impuls de l’aire (ballooning).
El nom del grup —lycos— vol dir llop en grec i es va anomenar així pel seu tipus de depredació: la majoria d’aquestes aranyes són grans corredores, de forma que, en comptes d’usar teranyines per caçar, opten per la persecució de la presa fins que l'atrapen d’un salt. Seguidament, li injecten verí, que normalment en liqua les vísceres) o l'aixafen tot fent-ne una pilota. Tot i ser de l'ordre Araneomorphae, és a dir amb quelícers labidògnats (es creuen un per sobre de l'altre), a Europa les espècies més grans s'anomenen taràntules.

## Característiques i descripció física
Com indica el seu nom d'espècie (ingens en llatí significa 'enorme' o 'monstruós') es tracta d’una aranya de mida gran, amb el cos d’uns 4 cm i potes que poden arribar a mesurar 12-13 cm en el cas de les femelles (els mascles són una mica més petits). Són les aranyes més grans d'Europa.
La seva coloració és grisosa o negra (mimètica) i a les potes presenta taques de color blanc, que la fan fàcilment reconeixible. Com la resta de licòsids, té vuit ulls disposats en tres files: la fila inferior consta de quatre ulls petits i frontals, la del mig té dos ulls molt grans i també frontals, i la superior té dos ulls de mida mitjana en posició dorsolateral. Els seus quelícers són grans i labidògnats, cada un amb una ungla verinosa.

## Hàbitat, ecologia i alimentació
Hogna ingens habita únicament al nord de la vall Vale da Castanheira, situada a l’illa Deserta Grande de l’arxipèlag de Madeira (Portugal). És una espècie endèmica de l’illa. Desertas és el nom del conjunt de tres petites illes que se situen al sud-est de l’Illa de Madeira: Ilhéu Chão, Deserta Grande i Bugio. Són d’origen volcànic, rocoses amb poca vegetació i delimitades per escarpes molt abruptes, dificultant-ne l’accés.
Hogna ingens es refugia generalment sota aquestes roques o en esquerdes al sòl. A mesura que les aranyes creixen i troben els refugis adequats, la seva inclinació a dispersar-se disminueix gradualment; triguen uns dos anys a arribar a la maduresa. Degut a l'absència de mamífers terrestres autòctons, aquesta aranya es troba molt amunt en la cadena alimentària d’aquest hàbitat. S'alimenta principalment d'altres invertebrats, com l'escarabat estafilínid, Ocypus olens (Müller, 1764) i el milpeus invasor, Ommatoiulus moreleti (Lucas, 1860), tot i que s'ha vist que les adultes també poden depredar llangardaixos joves.

## Reproducció
Els licòsids, família a la qual pertany aquesta espècie, són únics per la manera de transportar els seus ous: els guarden dins una estructura esfèrica de seda, anomenada egg sac (sac dels ous), que s'uneix a l'extrem posterior de l'abdomen. D’aquesta manera, elevant el seu abdomen, poden transportar els ous amb elles. A més, en cas de ser atacades, les mares deixen anar el sac per escapar. Un cop no hi ha perill, busquen el seu sac sense parar i a vegades poden agafar el d’una altra femella, tot i que estudis recents han vist que són capaces de reconèixer el seu propi sac.
Un altre aspecte exclusiu de les aranyes llop és el seu mètode de cura de les cries: immediatament després que les aranyes surtin de la seva funda protectora de seda, s'enfilen per les cames de la seva mare i s'amunteguen a la part dorsal del seu abdomen. La mare porta les aranyes al damunt durant diverses setmanes fins que són prou grans per dispersar-se i valer-se per elles mateixes.

## Amenaces i accions de conservació
L’espècie Hogna ingens és endèmica de l’illa Deserta grande de l'arxipèlag de Madeira i aquesta distribució limitada situa la població en un estat d’alta vulnerabilitat. En els últims anys, l’amenaça ha augmentat a causa de la introducció i expansió d’una planta invasora, la Phalaris aquatica, que està cobrint la superfície de l’illa, fent malbé o inaccessibles els refugis d’aquestes aranyes. La proliferació d’aquesta planta va estar controlada durant alguns anys per la presència de conills (Oryctolagus cuniculus), una espècie introduïda a l'illa que se la menjava. El 1996, però, els conills van ser erradicats de la Vale da Castanheira i P. aquatica va perdre el seu principal consumidor, expandint-se descontroladament.
Un dels artròpodes menys abundants del món vivint en un ecosistema extremadament fràgil és una situació destinada a durar poc, però l’acció d’aquesta planta està accelerant el procés: entre el 2005 i el 2012 l'ocupació d’Hogna ingens a la vall Valle de Castanheira es va reduir un 81 per cent i el 2014 estava inclosa en la llista d’espècies crítiques de la UICN.
L’any 2016 es va iniciar un pla de conservació de cinc anys vista de l’espècie llançat per la Universitat de Madeira i el Zoo de Bristol, amb una part de conservació in situ i un altre ex situ.
Els objectius d’aquest pla eren: a) reduir la densitat de Phalaris aquatica, assumint que la població d’aranyes pot persistir a la Vall; b) mantenir una segona població d’Hogna ingens als jardins del Zoo de Bristol (per reintroducció i reservori genètic); c) estudiar l’estructura genètica de la població, les preferències d'hàbitat i les possibles conseqüències que tindria sobre l’espècie el canvi climàtic i d) conscienciar la població sobre la importància d’aquesta espècie endèmica.
Per poder assolir aquests objectius s'han portat a terme diverses accions: a) monitoritzatge a llarg termini de Phalaris aquatica i d’Hogna ingens, b) control de Phalaris aquatica per tal de reduir-ne la proliferació; c) restauració de l’hàbitat per l’expansió de plantes endèmiques de l’illa de Deserta Grande; d) formació i manteniment de la segona població d’Hogna ingens per part del Zoo de Bristol; e) Recerca sobre la genètica de l’espècie, la preferència d’hàbitats, el canvi climàtic i la vegetació (tesi doctoral «Adaptative radiations as windows to the evolution of diversity: the spider genera dysdera end and hogna in the Madeira archipelago» de Luis Carlos da Fontseca Crespo) i f) creació d'una pàgina web, vídeos, visites guiades al zoo, etc.